# Tommi Häti
Tommi Häti (* 11. April 1971 in Helsinki) ist ein finnischer Curler. 
Sein internationales Debüt hatte Häti im Jahr 1997 bei der Curling-Weltmeisterschaft in Bern, er blieb aber ohne Medaille. Ein Jahr später bei der WM 1998 in Kamloops gewann er mit einer Bronzemedaille seine erste Medaille. 2000 wurde er bei der EM in Oberstdorf Europameister. 
Häti spielte für Finnland bei den Olympischen Winterspielen 2002 in Salt Lake City als Second. Die Mannschaft schloss das Turnier auf dem fünften Platz ab. 

## Erfolge
- Europameister 2000
- 3. Platz Europameisterschaft 1999, 2001
- 3. Platz Weltmeisterschaft 1998, 2000